# Papi Ricky
Papi Ricky est une telenovela chilienne diffusée en 2007 sur Canal 13.

## Acteurs et personnages
- Jorge Zabaleta : Ricardo "Ricky" Montes.
- María Elena Swett : Catalina Rivera.
- Belén Soto : Alicia Montes.
- Pablo Cerda : Greco Ovalle.
- Tamara Acosta : Colomba Chaparro.
- María Izquierdo : Blanca De la Luz.
- Silvia Santelices : Matilde Hormazábal.
- Juan Falcón : Antonio Noriega.
- Katty Kowaleczko : Úrsula Flores.
- Leonardo Perucci : Genaro Chaparro.
- Teresita Reyes : Olga Mía Cuevas.
- Luis Gnecco : Leonardo Garay.
- Ximena Rivas : Trinidad Azócar.
- Héctor Morales : Gabriel "Gabo" Del Río.
- Arantxa Uribarri : Macarena Garay.
- Carmen Barros : Julia "Julita" Merino.
- Jorge Yáñez : Segundo Marcos.
- Grimanesa Jiménez : Fresia Huaiquimán.
- Carmen Disa Gutiérrez : Filomena Mena.
- Julio Milostich : Renato Del Río.
- María Paz Grandjean : Dolores "Lola" Meléndez.
- César Caillet : Tomás Vidal.
- Antonia Santa María : María Paz Spencer.
- María José Illanes : Pascuala Chaparro.
- Mario Horton : Valentín Carrasco.
- Lorena Capetillo : Amparo Marcos.
- Sebastián Layseca : Vasco Marcos.
- Francisca Gavilán : Andrea Kuntz.
- Remigio Remedy : Adonis López.
- Alejandro Trejo : Máximo Tapia.
- Agustín Moya : Salvador Tapia.
- Manuel Antonio Aguirre : Ignacio "Nacho" Garay.
- José Tomás Guzmán : Luis "Luchín" Marcos.
- Gonzalo Schneider : Javier Noriega.
- Josefina Dumay : Minina Noriega.
- Colomba Dumay : Manana Noriega.

### Participations spéciales
- Magdalena Max-Neef : Gretel.
- Gabriela Medina : Manuela Pacheco
- Juan Pablo Miranda : Vladimir.
- Víctor Rojas :  Don Ulises.
- Ariel Canale : Ciro.
- Loreto Moya : Clara.
- Paula Fernández : Celeste.
- Renato Münster : Flavio.
- Mariana Prat : Patricia, mère de Greco.
- Sergio Madrid : Accueil juge Gabo avec Macarena.
- Margarita Barón : Giselle.
- Juan Carlos Cáceres : Sr. Spencer
- Patricio Ossa : Ricardo Montes (jeune).
- Sandra O'Ryan : Ema.
- Tichi Lobos : Solange.
- María José Bello : Mamá de Ricky (jeune).
- Gabriela Hernández : Lucía Cuevas (seulement montré dans une photo).

## Diffusion internationale
- Canal 13 (2007) / Rec TV (2014)
- Zone Romantica
- Viva
- 2M TV
- Canal 9
- Telemix Internacional
- Latinoamérica Televisión

## Versions
- Papa Ricky (Astro Prima, 2017)

### Sources
- (es) Cet article est partiellement ou en totalité issu de l’article de Wikipédia en espagnol intitulé « Papi Ricky » (voir la liste des auteurs).